# ムラサキ (ゲーム)
『ムラサキ』は、カタテマによって制作されたDXライブラリ製のアクションゲームである。本作のジャンルについて公式では「シンプルで楽しい爆発パズル物理アクションゲーム」と称されている。2014年10月16日にフリーウェアとして公開され、最新版は2015年10月9日公開のver.1.05となっている。2016年5月12日にPLAYISMをパブリッシャーとしてSTEAM上でも配信開始となった。

## 概要
プライヤーは十字キーとZボタン、Xボタンの2つのボタン使用して自キャラを操作する。選べる自キャラは海浬・沙月の2人。画面は下から上へ進む強制スクロール式。画面を埋め尽くす邪魔なものを爆発で一掃しながら目的地へ向かう。

## 画面上の要素
- 敵のたぐい：ぶつかるとダメージを受ける
- 回復（青アイテム）：体力が回復する
- 赤アイテム（必殺）：残り必殺使用回数が増える
- 得点(小)：得点が増える
- 得点(大)：得点が増える
- 赤い何か：ボスが出すもので、受け取ると強い攻撃がくる
- 塊のたぐい(ブロック)：撃つと爆発する

## コレクション
専用画面にて確認できる。条件を満たすとストーリー断片やBGMが解放されていく。